# Park Hyatt Paris-Vendôme
Le Park Hyatt Paris-Vendôme est un palace situé rue de la Paix, à Paris dans le 2e arrondissement, à proximité de la place Vendôme et de l'opéra Garnier. Il appartient à la chaîne hôtelière américaine Hyatt.

## Histoire
La façade du Park Hyatt Paris-Vendôme est classée. Avant d’être un hôtel, l’établissement fut un lieu de la haute couture pour les Parisiens. La famille Paquin, créatrice du « grand style Paquin », utilisait cette adresse au début du XXe siècle.
Dès 1996, le groupe Hyatt annonce son intention d'ouvrir un hôtel à l'emplacement de l'ex-siège du Comptoir des Entrepreneurs rue de la Paix. En 2002, le bâtiment est inauguré en tant qu'hôtel Hyatt par ses propriétaires Bouygues Immobilier et Crédit Foncier. En 2006, le groupe Hyatt rachète le bâtiment pour une somme non-communiquée.

## Présentation
Le Park Hyatt Paris-Vendôme dispose de 155 chambres dont 44 suites, de quatre restaurants (dont Le Pur' - Jean-François Rouquette, qui s'est vu décerner une étoile par le guide Michelin en 2009), d'un bar et d'un spa. Le café Jeanne a ouvert en septembre 2021.
Il a été entièrement conçu par l’architecte américain Ed Tuttle. De nombreuses œuvres d'artistes contemporains (parmi lesquels Roseline Granet, Sam Gilliam (en), Ed Paschke ou Irmgard Sigg) sont exposées en permanence dans l’hôtel.
En mai 2011, il fait partie des huit premiers hôtels français de grand luxe, et l'un des quatre hôtels parisiens, à recevoir le nouveau label officiel « Distinction Palace ». Il est classé hôtel 5 étoiles depuis le 11 juin 2009.

## Faits divers

### Agression sur une employée
Le 27 juillet 2010, alors qu'elle nettoie la salle de bains d'une suite de luxe, une jeune femme de ménage, prénommée Diane, Guinéenne née en Côte d'Ivoire, aurait été agressée sexuellement par un dignitaire qatarien, membre de l'entourage du prince de ce royaume du Golfe, qui lui aurait proposé « de l'argent contre des câlins ». La femme de ménage ayant refusé, le proche du prince aurait commencé à pratiquer des attouchements sur la jeune femme ; les attouchements auraient pris fin lorsque la famille du présumé violeur serait entrée dans la suite. Cette même personne a été dite « indésirable dans les hôtels français de la chaîne Park Hyatt » et n'est jamais revenue. Selon le journal Le Parisien du 11 juin 2011, l'affaire, classée à l'époque, pourrait être rouverte par le parquet de Paris. L'affaire resurgit en pleine tempête médiatique portant sur l'affaire Dominique Strauss-Kahn, l'ex-directeur général du Fonds monétaire international étant accusé d'avoir abusé d'une femme de chambre au Sofitel New York Hotel, elle aussi guinéenne.

### Grève de l'automne 2018
Après 18 jours de grève, les salariés de la sous-traitance, qui demandaient à être intégrés au personnel de l'hôtel, sont délogés par la police le 12 octobre car ils bloquaient l'entrée du palace. Après 87 jours de grève, les employés obtiennent un accord qui renforce leurs droits.